# 黄思静
黄思静（1996年1月8日—），广东梅州人，中国女子篮球运动员，曾随队参加2016年夏季奥运会女子篮球比赛，获得第十名。她也参加了2018年亚洲运动会女子篮球比赛，获得冠军。